# 玩具工房コースケ
玩具工房コースケ（がんぐこうぼうコースケ）は木製玩具製造・販売を業務とする個人事業者。なぎ山麓アート・クラフトホリディ代表。津山民芸協会理事。

## 概要
2012年に玩具工房コースケを商号として独自の木製玩具製造・販売を開始。以後、工房所在地のある岡山県他東京などで自作品の展示販売活動を行う。
特徴的な美術館として全国的に知られる奈義町現代美術館付近において、地元プロ工芸作家を出展者としたアートイベント「なぎ山麓アート・クラフトホリディ」を開催し、その組織を運営している。